# 約克號驅逐艦
約克號（HMS York D98）是英國皇家海軍的一艘42型驅逐艦，於1985年開始服役。是第三批次4号舰，是英国建造的最后一艘42型驅逐艦。第三批次舰是根据福克蘭戰爭的经验做了改进，舰体延长至141米，加装了2座20毫米口径“密集阵”近程防御系统。
約克號於2005年8月30日駛抵中國海軍南海艦隊湛江港進行訪問，9月初途經香港。在2006年的以黎衝突中，約克號曾與格洛斯特號（HMS Gloucester D96）一同在貝魯特進行撤僑工作。
另外，英國皇家海軍以往历史上也曾有數艘戰艦被命名為約克號。